# Stamboom Frederik Willem van Pruisen (1744-1797)
Dit is de stamboom van Frederik Willem van Pruisen (1744-1797).
| Stamboom Frederik Willem van Pruisen (1744-1797) | Stamboom Frederik Willem van Pruisen (1744-1797)                                           | Stamboom Frederik Willem van Pruisen (1744-1797)                                           | Stamboom Frederik Willem van Pruisen (1744-1797)                                           | Stamboom Frederik Willem van Pruisen (1744-1797)                                           | Stamboom Frederik Willem van Pruisen (1744-1797)                                                                       | Stamboom Frederik Willem van Pruisen (1744-1797)                                                                       | Stamboom Frederik Willem van Pruisen (1744-1797)                                                                       | Stamboom Frederik Willem van Pruisen (1744-1797)                                                                       |
| ------------------------------------------------ | ------------------------------------------------------------------------------------------ | ------------------------------------------------------------------------------------------ | ------------------------------------------------------------------------------------------ | ------------------------------------------------------------------------------------------ | --- | --- | --- | --- |
| Grootouders                                      | Frederik Willem I van Pruisen (1688-1740) x 1706 Sophia Dorothea van Hannover (1687-1757)  | Frederik Willem I van Pruisen (1688-1740) x 1706 Sophia Dorothea van Hannover (1687-1757)  | Frederik Willem I van Pruisen (1688-1740) x 1706 Sophia Dorothea van Hannover (1687-1757)  | Frederik Willem I van Pruisen (1688-1740) x 1706 Sophia Dorothea van Hannover (1687-1757)  | Ferdinand Albrecht II van Brunswijk-Bevern (1680-1735) x 1712 Antoinette Amalie van Brunswijk-Wolfenbüttel (1696-1762) | Ferdinand Albrecht II van Brunswijk-Bevern (1680-1735) x 1712 Antoinette Amalie van Brunswijk-Wolfenbüttel (1696-1762) | Ferdinand Albrecht II van Brunswijk-Bevern (1680-1735) x 1712 Antoinette Amalie van Brunswijk-Wolfenbüttel (1696-1762) | Ferdinand Albrecht II van Brunswijk-Bevern (1680-1735) x 1712 Antoinette Amalie van Brunswijk-Wolfenbüttel (1696-1762) |
| Ouders                                           | August Willem van Pruisen (1722-1758) x 1742 Amalia van Brunswijk-Wolfenbüttel (1722-1780) | August Willem van Pruisen (1722-1758) x 1742 Amalia van Brunswijk-Wolfenbüttel (1722-1780) | August Willem van Pruisen (1722-1758) x 1742 Amalia van Brunswijk-Wolfenbüttel (1722-1780) | August Willem van Pruisen (1722-1758) x 1742 Amalia van Brunswijk-Wolfenbüttel (1722-1780) | August Willem van Pruisen (1722-1758) x 1742 Amalia van Brunswijk-Wolfenbüttel (1722-1780)                             | August Willem van Pruisen (1722-1758) x 1742 Amalia van Brunswijk-Wolfenbüttel (1722-1780)                             | August Willem van Pruisen (1722-1758) x 1742 Amalia van Brunswijk-Wolfenbüttel (1722-1780)                             | August Willem van Pruisen (1722-1758) x 1742 Amalia van Brunswijk-Wolfenbüttel (1722-1780)                             |
| Frederik Willem II van Pruisen (1744-1797)       |                                                                                            |                                                                                            |                                                                                            |                                                                                            | | | | |
| Gehuwd met                                       | x 1765 Elisabeth van Brunswijk-Wolfenbüttel (1746-1840)                                    | x 1765 Elisabeth van Brunswijk-Wolfenbüttel (1746-1840)                                    | x 1769 Frederika van Hessen-Darmstadt (1751-1805)                                          | x 1769 Frederika van Hessen-Darmstadt (1751-1805)                                          | x 1769 Frederika van Hessen-Darmstadt (1751-1805)                                                                      | x 1769 Frederika van Hessen-Darmstadt (1751-1805)                                                                      | x 1769 Frederika van Hessen-Darmstadt (1751-1805)                                                                      | x 1769 Frederika van Hessen-Darmstadt (1751-1805)                                                                      |
| Kinderen                                         | Frederika (1767-1820) x 1791 Frederik August van York en Albany (1763-1827)                | Frederika (1767-1820) x 1791 Frederik August van York en Albany (1763-1827)                | Frederik Willem III (1770-1840) x 1793 Louise van Mecklenburg-Strelitz (1776-1810)         | Lodewijk (1773-1796) x Frederika van Mecklenburg-Strelitz (1778-1841)                      | Wilhelmina (1774-1837) x 1791 Willem I van Oranje-Nassau (1772-1843)                                                   | Augusta (1780-1841) x Willem II van Hessen-Kassel                                                                      | Hendrik (1781-1846) | Willem (1783-1851) x Maria Anna van Hessen-Homburg (?-1846)                                                            |
| Kleinkinderen                                    | -                                                                                          | -                                                                                          | Louise (1808-1870) Albert (1809-1872)                                                      | Frederik Willem Lodewijk (1794) Frederik (1795-1863) Frederika (1796-1850)                 | Willem II (1792-1849) Frederik (1797-1881) Paulina (1800-1806) Marianne (1810-1883)                                    | ? | ? | Adalbert (1811-1873) Elisabeth (1815-1885) Waldemar (1817-1849)                                                        |